# جان کلیفتون (تنیس‌باز)
جان کلیفتون (انگلیسی: John Clifton؛ زاده ۱۹ فوریهٔ ۱۹۴۶) یک تنیس‌باز اهل بریتانیا است.